# Lewis Tan
Lewis Singwah Tan (Salford, Gran Mánchester, 4 de febrero de 1987) es un actor, modelo y artista marcial británico, reconocido por sus papeles como Zhou Cheng en la serie Iron Fist, Gaius Chau en Into the Badlands, Lu Xin Lee en Wu Assassins y Shatterstar en el filme Deadpool 2 (2018). En 2020 se anunció que protagonizaría la película Mortal Kombat, finalmente estrenada en 2021.

## Primeros años
Lewis Singwah Tan nació en Salford, Inglaterra, y se crio principalmente en Los Ángeles, viviendo también en Francia, Tailandia, España y China. Tan se identifica como medio chino y medio británico. Su padre, Philip Tan, es un artista marcial, actor y coordinador de acrobacias de ascendencia china de Singapur. Su madre, Joanne, es de origen británico y se desempeñó durante su juventud como modelo.
Su familia se trasladó a Los Ángeles cuando su padre fue contratado como coordinador de peleas para la película Batman de Tim Burton (1989). Tan es el mayor de cuatro hermanos: Sam también es actor, y Evan es un fotógrafo radicado en Los Ángeles, cuyo trabajo ha aparecido en las portadas de artistas como Kali Uchis y Zack Villere. El padre de Tan le entrenó en artes marciales desde muy joven, y comenzó además a formarse en el teatro cuando era un adolescente, apareciendo en el reparto de muchas obras. Estudió artes escénicas con el entrenador de actores John Kirby.

## Carrera
Bajo la tutela de Kirby, Tan interpretó obras de dramaturgos como Tennessee Williams y John Patrick Shanley. El actor realiza sus propias acrobacias, utilizando múltiples estilos como el Muay Thai, el Kung Fu, el Ju-Jitsu y la espada katana japonesa.
A mediados de la década de 2000, Tan empezó a aparecer en papeles secundarios en películas de alto presupuesto como The Hangover 3 y Olympus Has Fallen. Comenzó a trabajar también en series de televisión como CSI: Miami, CSI: NY, NCIS: Los Ángeles, Hawaii 5-0, 24, Rush Hour y Mortal Kombat X: Generations. En 2016 fue escogido en un papel secundario en la serie de Netflix Iron Fist. El mismo año apareció en la película Den of Thieves al lado de Gerard Butler.
En 2018 interpretó el papel de Gaius Chau en la tercera temporada del seriado de AMC Into the Badlands y personificó a Shatterstar en la cinta de superhéores Deadpool 2. El mismo año se anunció que Tan interpretaría el papel de Lu Xin en la serie de Netflix, Wu Assassins. En agosto de 2019 se integró al reparto de una nueva película de la franquicia de Mortal Kombat en el rol protagónico de Cole Young; el filme se estrenó en abril de 2021.

## Filmografía

### Cine
| Año  | Título                                   | Papel                        | Notas             |
| ---- | ---------------------------------------- | ---------------------------- | ----------------- |
| 2006 | The Fast and the Furious: Tokyo Drift    |                              | Escenas de riesgo |
| 2006 | Mini's First Time                        |                              |                   |
| 2007 | Pirates of the Caribbean: At World's End |                              | Escenas de riesgo |
| 2008 | Red Velvet                               |                              |                   |
| 2013 | Olympus Has Fallen                       |                              | Escenas de riesgo |
| 2013 | The Hangover Part III                    | Guardia                      | Escenas de riesgo |
| 2015 | Sacrifice                                | Ben Kittman                  |                   |
| 2018 | Den of Thieves                           | Guardia                      |                   |
| 2018 | Deadpool 2                               | Gaveedra-Seven / Shatterstar |                   |
| 2019 | Ji                                       | Ji                           | Corto             |
| 2021 | Mortal Kombat                            | Cole Young                   | [ 13 ]            |
| 2022 | Fistful of Vengeance                     | Lu Xin Lee                   |                   |
| 2022 | About Fate                               | Kip Prescott                 |                   |
| 2024 | Deadpool & Wolverine                     | Gaveedra-Seven / Shatterstar | Cameo             |
| 2025 | Mortal Kombat 2                          | Cole Young                   |                   |
| TBA  | Mike & Nick & Nick & Alice               |                              |                   |

### Televisión
| Año       | Título            | Papel                | Notas                                    |
| --------- | ----------------- | -------------------- | ---------------------------------------- |
| 2006      | CSI: NY           | Kym Tanaka           |                                          |
| 2007      | Day Break         | Jimmy Yan            | Escenas de riesgo                        |
| 2007      | 24                |                      | Escenas de riesgo                        |
| 2010      | CSI: Miami        | Aiko Okanagi         |                                          |
| 2011      | NCIS: Los Angeles | Hiro Yakuza          |                                          |
| 2011      | The Protector     | Zachary              |                                          |
| 2013      | The Girlfriend    | Bruce Wayne / Batman | Corto                                    |
| 2014      | 10,000 Days       | Jiro Farnwell        | Telefilme                                |
| 2015      | Hawaii Five-0     | Luke Nakano          |                                          |
| 2016      | Rush Hour         | Chen                 |                                          |
| 2017      | Iron Fist         | Zhou Cheng           | 1 episodio                               |
| 2018–2019 | Into the Badlands | Gaius Chau           | Papel recurrente                         |
| 2019      | Wu Assassins      | Lu Xin Lee           | Papel recurrente                         |
| 2023      | Sombra y Hueso    | Tolya Yul-Bataar     | Papel recurrente, segunda temporada      |
| 2024-2025 | Cobra Kai         | Sensei Wolf          | Sexta temporada, segunda y tercera parte |